# スレトン・パラモ
スレトン・パラモ（Thretton Palamo、1988年9月22日 - ）は、メジャーリーグラグビー・オールドグローリーDCに所属するラグビー選手。

## プロフィール
- アメリカ合衆国・カリフォルニア州ウッドランド出身。
- ポジションはセンター(CTB)。
- 身長 191cm、体重 116kg
- U20アメリカ代表に選ばれたことがある[1]。
- アメリカ代表キャップは19（2020年7月現在）でワールドカップ2007・2015・2019のアメリカ代表に選ばれた[2]。
- 7人制アメリカ代表に選ばれたことがある[3]。

## 略歴
ビアリッツ・オランピック、サラセンズ、ロンドン・ウェルシュRFC、ブリストル、ドラゴンズを経て、2019年、オールドグローリーDCに加入。